# L'Avvenire dei lavoratori
L'Avvenire dei Lavoratori, o AdL, è un quotidiano socialista, attualmente disponibile online, di lingua italiana pubblicato a Zurigo.
Il giornale, fondato nel 1899 da esponenti socialisti dell'emigrazione italiana in Svizzera, è edito dalla Società cooperativa Italiana di Zurigo e la sua storia è legata a doppio filo a quella del Ristorante Cooperativo, da sempre luogo di incontro dell'emigrazione italiana e della sinistra europea nella città svizzera.
Nel corso di oltre un secolo di storia il giornale si è giovato della collaborazione di molti celebri esponenti del socialismo italiano, come Matteotti, Turati, Serrati, Colorni, Saragat, Pertini, Nenni, Balabanoff, e Silone, o ticinese come, Guglielmo Canevascini, Ezio Canonica e Dario Robbiani.
Attualmente il giornale è pubblicato sotto forma telematica come newsletter gratuita e attraverso una collana di saggi denominata Quaderni trimestrali.
Il direttore è Andrea Ermano, condirettore l'ex senatore DS (divenuto poi esponente del Partito Socialista) Felice Besostri.

## Primo quarantennio del secolo XX
Il giornale e la casa editrice omonima hanno seguito, nel corso di oltre un secolo, le evoluzioni e la storia della sinistra italiana, a partire da quella dell'emigrazione politica, divenendo al contempo un punto di contatto tra questa e i movimenti operai e socialisti del resto d'Europa.
Dal 1902 il giornale vede il contributo persino di Benito Mussolini, allora esule per la prima volta in Isvizzera.
Negli anni del ventennio l'AdL rappresentò una delle poche voci di una stampa italiana libera da censure, e concentrò il suo impegno essenzialmente nella lotta culturale e politica contro il fascismo e quel particolare clericalismo sviluppatosi, in alcuni ambienti, sull'onda del Concordato.

## Dal ritorno alla democrazia all'europeismo
Dopo il ritorno della democrazia in Italia la linea del giornale assunse progressivamente elementi caratterizzanti diversi. Fin dagli anni '50 fu in particolare rilevante il contributo che AdL offrì a sostegno del Manifesto di Ventotene, dei suoi autori, e dell'ideale da essi sostenuto degli Stati Uniti d'Europa.
L'adesione a questa campagna, che in realtà risale addirittura al periodo in cui il giornale fu diretto da Ignazio Silone, che la lanciò già nel 1944, vide anche l'avvicinarsi alla testata zurighese di alcuni dei padri dell'europeismo, compreso lo stesso Altiero Spinelli.
Fu sempre dalle colonne dell'AdL che Silone lanciò anche quell'idea di un "socialismo umanitario" destinata ad essere tema ricorrente nelle future discussioni sul ruolo del socialismo nello sviluppo di un'Europa libera da guerre e unita politicamente.

## Ezio Canonica e James Schwarzenbach
La storia del giornale negli anni sessanta e settanta fu segnata dalla battaglia condotta dal dirigente socialista ticinese Ezio Canonica contro le posizioni xenofobe e anti italiane dell'estrema destra zurighese, rappresentate in quel momento da James Schwarzenbach.
Alla fine degli anni '60 Schwarzenbach aveva avviato una campagna dai toni fortemente discriminatori contro gli immigrati italiani nella Svizzera tedesca, giungendo, nel 1970 a proporre una legge d'iniziativa popolare tendente a limitare fortemente le possibilità di integrazione delle comunità straniere in Svizzera.
Dalla sua posizione di dirigente tanto del Partito Socialista Svizzero, quanto del sindacato e della Società Cooperativa italiana, Canonica avversò con una lunga battaglia politica, che ebbe nell'AdL il suo principale strumento, la deriva che le proposte di Schwarzenbach sembravano in grado di imprimere alla politica elvetica.
La vittoria referendaria del 1970 rimane ancora oggi una delle pagine di cui i rappresentanti dell'AdL vanno più fieri. Anche per questo contributo, la sala conferenze del Ristorante Cooperativo e quella dell'adiacente sede centrale dell'Unione sindacale svizzera sono intitolate alla memoria di Ezio Canonica.

## La linea moderna del giornale
Con gli anni '90 il giornale si è dovuto confrontare con l'evoluzione politica italiana e con la scomparsa del PSI che hanno lasciato il giornale privo di un elemento di riferimento politico culturale, inducendo la direzione a porsi l'obiettivo di combattere l'eclissi dell'idea socialista.
La linea politica del giornale si è in seguito maggiormente marcata sulla riflessione rivolta alla globalizzazione, spesso giocata in contrapposizione al tradizionale valore dell'internazionalismo, visto come alternativa democratica e progressista al fenomeno giocato in semplice chiave economica all'idea liberista; da questa risoluzione nascono, logicamente, l'appoggio concesso tanto al Partito Socialista Svizzero e all'Unione sindacale svizzera, quanto alle forze politiche italiane che, a vario titolo, si richiamino all'ideale Socialista Democratico e l'esplicita opposizione alla nascita, in seno a queste forze, di un partito semplicemente democratico e non aderente all'Internazionale Socialista.

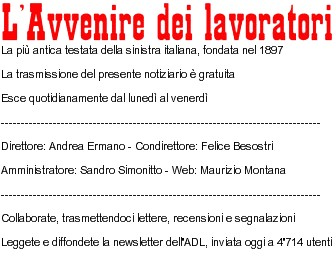
La Testata dell'AdL

L'AdL comunque non ha mai indebolito la sua attenzione verso le realtà politiche e sociali dell'emigrazione italiana all'estero, così come non ha mai evitato di impegnarsi, pur rivolgendole in chiave internazionalista, in alcune battaglie sociali e politiche della vita pubblica italiana, come ad esempio nelle dinamiche dell'immigrazione in Italia, o nella battaglia contro la mafia. Nel dicembre 2006 la redazione del giornale ha infatti collaborato a organizzare presso il Ristorante Cooperativo una tappa svizzera della Carovana antimafia, promossa da ARCI e Libera che, in quell'occasione, portarono anche un riconoscimento dell'associazionismo italiano (oltre alle già menzionate aderirono anche ACLI, UISP, Legambiente, Legacoop e diverse associazioni locali, specialmente del varesotto) alla scelta in favore di rapporti sociali basati su legalità e giustizia che ritenevano rappresentati dal periodico zurighese e dalla realtà del Coopi, portando nel contempo solidarietà al Ristorante Cooperativo che rischiava in quel momento lo sfratto.